# Niels Bjørn Larsen
Niels Bjørn Larsen (5. oktober 1913 i København – 13. marts 2003) var en dansk balletdanser, koreograf og balletmester.
Niels Bjørn Larsen blev optaget på Det Kongelige Teaters Balletskole i 1920. Her debuterede han i uropførelsen af Gudindernes Strid i 1933. I 1942 blev han udnævnt til solodanser, og han var tilknyttet Den Kongelige Ballet frem til 1986.
I slutningen af 1930'erne rejste Niels Bjørn Larsen rundt i Europa og USA sammen med den schweiziske mimekunstner Trudi Schoop (1904-99). Dette sammen med studieture til Frankrig, England og USA lagde grunden til Niels Bjørn Larsens store karriere inden for mime og karakterdans, der var af international klasse.
Niels Bjørn Larsen var balletmester på Det Kongelige Teater i to perioder: 1951-1956 og 1961-1965. 
I perioden 1956-1980 var han leder af Pantomimeteatret i Tivoli.
Som koreograf skabte han en række balletter til både Det Kongelige Teater, Pantomimeteatret og andre teatre samt til film. Han dokumenterede desuden forestillingerne fra Den Kongelige Ballet som filmfotograf siden 1950. Han var Ridder af 1. grad af Dannebrog.
Niels Bjørn Larsen blev gift den 13. august 1946 med pianisten Elvi Henriksen. Parret er forældre til Dinna Bjørn. 
Niels Bjørn Larsen er begravet på Bispebjerg Kirkegård.

## Fodnoter
1. ↑  Niels Bjørn Larsen på danskefilm.dk
2. ↑  Niels Bjørn Larsen på gravsted.dk